# Trisyllabe
Le trisyllabe est un vers de trois syllabes.

## Usage
Dans les métriques syllabiques, un trisyllabe (treis, en grec = « trois ») est un vers de trois syllabes.
À l'instar des autres vers courts, il est le plus souvent utilisé en hétérométrie, « où il joue un rôle de contrepoint ».
Par exemple, dans une ballette de Guillaume de Machaut, le trisyllabe est associé à l'heptasyllabe dans une structure strophique en quartier, dont le premier douzain est :
En aimer ha douce vie

Et jolie,

Qui bien la scet maintenir,

Car tant plaît la maladie,

Quant nourrie

Est en amoureus désir,

Que l'amant fait esbaudir

Et quérir

Comment elle monteplie.

C'est doux mal à soutenir,

Qu'esjouir

Fait cuer d'ami et d'amie.
— Guillaume de Machaut

En isométrie, il est utilisé par Victor Hugo dans Les Djinns :
Dans la plaine

Naît un bruit.

C'est l'haleine

De la nuit.

Elle brame

Comme une âme

Qu'une flamme

Toujours suit !
— Victor Hugo, Les Djinns
Et, vers la fin du même poème :
Ce bruit vague

Qui s'endort,

C'est la vague

Sur le bord ;

C'est la plainte,

Presque éteinte,

D'une sainte

Pour un mort.
— Victor Hugo, Les Djinns
On l'utilise d'habitude dans des vers gais ou burlesques, ou pour un effet satirique ou plaisant, comme chez Hugo dans une strophe du Prince fainéant (du recueil Toute la Lyre) :
Même aux belles

J'ai mépris,

Et loin d'elles

Mon cœur pris

Laisse, en somme,

Faire un somme

Aux cerfs, comme

Aux maris.
— Victor Hugo, Toute la Lyre, « Le Prince fainéant »
Mais le trisyllabe est sérieux dans le recueil de l'abbé Charuel d'Antrain, dans un Compliment à un Abbé et Général d'Ordre, poème daté de 1750 :
Beau séjour,

Que ta cour

M'édifie !

Chaque jour

De la vie,

On vous prie,

Dieu d'amour.

Votre flamme

Brûle une âme

Tour à tour.

Loin du monde,

Votre paix 

Est profonde.

Non, jamais

Votre asyle

Doux, tranquille,

Ne ressent 

De l'orage,

Du naufrage,

L'accident.

Solitude,

Ton étude

Rend les sens

Innocens,

Tes délices

Sont sans vices,

Tes rigueurs

Sans langueurs,

Là la joie

S'y déploie.

En ce lieu

On se livre

Tout à Dieu :

Pour le suivre,

Quel honneur !

Quel bonheur !…
Paul Scarron l'emploie également en isométrie :
Sarrasin,

Mon voisin,

Cher amy,

Qu'à demy

Je ne voy,

Dont, ma foy,

J'ay dépit

Un petit,

N'es-tu pas

Barrabas,

Basiris,

Phalaris,

Ganelon

Le félon,

De sçavoir

Mon manoir

Peu distant,

Et pourtant

De ne pas,

De ton pas

Ou de ceux

De tes deux

Chevaux gris

Mal nouris,

Y venir

Réjouir,

Par des dits

Esbaudits,

Un pauvret

Tres maigret,

Au col tors,

Dont le corps

Tout tortu,

Tout bossu,

Surrané,

Décharné

Est reduit,

Jour & nuit,

A souffrir,

Sans guerir,

Des tourmens

Vehemens ?

Si Dieu veut,

Qui tout peut,

Dés demain

Mal S.Main

Sur ta peau

Bien & beau

S'étendra

Et fera

Tout ton cuir

Convertir

En farcin.

Lors, mal sain

Et poury,

Bien marry

Tu seras

Et verras

Si j'ay tort

D'estre fort

En émoy

Contre toy.

Mais pourtant,

Repentant,

Si tu viens

Et te tiens

Un moment

Seulement

Avec nous,

Mon courroux

Finira,

Et caetera.
— Paul Scarron, Recueil des œuvres diverses et choisies en vers burlesques de M. Scarron, Lyon, chez J.B. et N. de Ville, 1695, p. 84
Dans le vers libre, comme en hétérométrie, « c'est l'effet de contraste rythmique, et éventuellement thématique, qui est mis à profit » en l'utilisant, relève Michèle Aquien. Par exemple dans ce passage de « Au seuil auguste », dans Depuis toujours déjà d'André Frénaud :
Au seuil auguste de la mer,

la prairie.

Mille oiseaux passent lentement.
— André Frénaud, Depuis toujours déjà, « Au seuil auguste »